# Chelonoidis alburyorum
Chelonoidis alburyorum — вымерший вид крупных наземных черепах рода Chelonoidis, живший в позднем плейстоцене 0,012—0,0 млн лет назад. Этот вид был обнаружен и описан Ричардом Францем и Шелли Э. Франц, результаты опубликованы в 2009 году.
Панцирь Chelonoidis alburyorum была 47 см в длину. Окаменелости этого вида были обнаружены в Sawmill Sink, голубой дыре. Другие места, где были обнаружены окаменелости Chelonoidis alburyorum, включают пещерные системы и глубокую «воронку» во внутренней части суши. Все окаменелости вида были найдены на Багамах.